# Folhadela
Folhadela ist eine Gemeinde (Freguesia) im portugiesischen Kreis (Concelho) von Vila Real. In ihr leben 2163 Einwohner (Stand 19. April 2021).
Der Flugplatz Vila Real und ein Teil des Campus der Universidade de Trás-os-Montes e Alto Douro liegen in der Gemeinde.

## Geschichte
Der älteste Ort hieß Vila Nova de Panóias, als Portugals erster König D.Afonso Henriques die Kirche Santiago de Vila Nova dem Ritter Fernando Garcia gab. In den königlichen Erhebungen von 1220 und 1258 taucht der Ort als Santo Jacobo de Vila Nova auf. 1290 wurde er erstmals unter dem Ortsnamen Santiago de Vila Nova geführt. Heute ist der Ort als Vila Nova ein Ort der Gemeinde Folhadela.

## Kultur und Sehenswürdigkeiten
Zu den Baudenkmälern der Gemeinde zählen einige Sakralbauten, darunter die romanische Gemeindekirche Igreja Matriz de Folhadela (nach ihrem Schutzpatron auch Igreja de São Tiago, dt. Jakobskirche) aus dem 13./14. Jahrhundert.
Auch die 1956 errichtete Wetterstation steht unter Denkmalschutz.

## Verwaltung

### Gemeinde
Folhadela ist Sitz der gleichnamigen Gemeinde (Freguesia). In der Gemeinde liegen folgende Ortschaften:
- Barreiros
- Folhadela
- Pala
- Paúlos
- Penelas
- Portela
- Bustelo
- Sabroso
- Vila Nova

### Bevölkerungsentwicklung
| Einwohnerzahl der Gemeinde Folhadela (desde 1801)                              | Einwohnerzahl der Gemeinde Folhadela (desde 1801) | Einwohnerzahl der Gemeinde Folhadela (desde 1801) | Einwohnerzahl der Gemeinde Folhadela (desde 1801) | Einwohnerzahl der Gemeinde Folhadela (desde 1801) | Einwohnerzahl der Gemeinde Folhadela (desde 1801) | Einwohnerzahl der Gemeinde Folhadela (desde 1801) | Einwohnerzahl der Gemeinde Folhadela (desde 1801) | Einwohnerzahl der Gemeinde Folhadela (desde 1801) | Einwohnerzahl der Gemeinde Folhadela (desde 1801) | Einwohnerzahl der Gemeinde Folhadela (desde 1801) | Einwohnerzahl der Gemeinde Folhadela (desde 1801) | Einwohnerzahl der Gemeinde Folhadela (desde 1801) | Einwohnerzahl der Gemeinde Folhadela (desde 1801) | Einwohnerzahl der Gemeinde Folhadela (desde 1801) | Einwohnerzahl der Gemeinde Folhadela (desde 1801) | Einwohnerzahl der Gemeinde Folhadela (desde 1801) |
| 1801                                                                           | 1849                                              | 1864                                              | 1878                                              | 1890                                              | 1900                                              | 1911                                              | 1920                                              | 1930                                              | 1940                                              | 1950                                              | 1960                                              | 1970                                              | 1981                                              | 1991                                              | 2001                                              | 2011                                              |
| ------------------------------------------------------------------------------ | ------------------------------------------------- | ------------------------------------------------- | ------------------------------------------------- | ------------------------------------------------- | ------------------------------------------------- | ------------------------------------------------- | ------------------------------------------------- | ------------------------------------------------- | ------------------------------------------------- | ------------------------------------------------- | ------------------------------------------------- | ------------------------------------------------- | ------------------------------------------------- | ------------------------------------------------- | ------------------------------------------------- | ------------------------------------------------- |
| 942                                                                            | 1051                                              | 1429                                              | 1435                                              | 1435                                              | 1588                                              | 1778                                              | 1765                                              | 2092                                              | 2474                                              | 2273                                              | 2011                                              | 1587                                              | 1821                                              | 1595                                              | 1897                                              | 2221                                              |
| Anmerkung: Die Gemeinde Folhadela verlor 1960 Ortschaften an andere Gemeinden. |                                                   |                                                   |                                                   |                                                   |                                                   |                                                   |                                                   |                                                   |                                                   |                                                   |                                                   |                                                   |                                                   |                                                   |                                                   |                                                   |

(Quelle: Statistiken und Archive des INE)